# Санминг
Санминг (三明) град је Кини у покрајини Фуђен. Према процени из 2009. у граду је живело 213.283 становника.

## Становништво
Према процени, у граду је 2009. живело 213.283 становника.
| 1990.   | 2000. | 2009    |
| ------- | ----- | ------- |
| 176 701 | …     | 213.283 |